# آینه‌ها (آلبوم ساندرا)
«آینه» (به انگلیسی: Mirrors) آلبومی از هنرمند اهل آلمان ساندرا کرتو است که در سال ۱۹۸۶ میلادی منتشر شد.